# E già/Straniero
E già/Straniero è il 22º e ultimo singolo del cantante italiano Lucio Battisti, pubblicato in Italia il 14 settembre 1982 dalla casa discografica Numero Uno.

## Descrizione
È il primo e unico singolo di Lucio Battisti realizzato dopo la separazione dal suo storico paroliere Mogol, estratto dall'album E già; i testi vennero scritti dalla moglie di Battisti, Grazia Letizia Veronese (che si firma con lo pseudonimo Velezia), e dallo stesso Battisti.

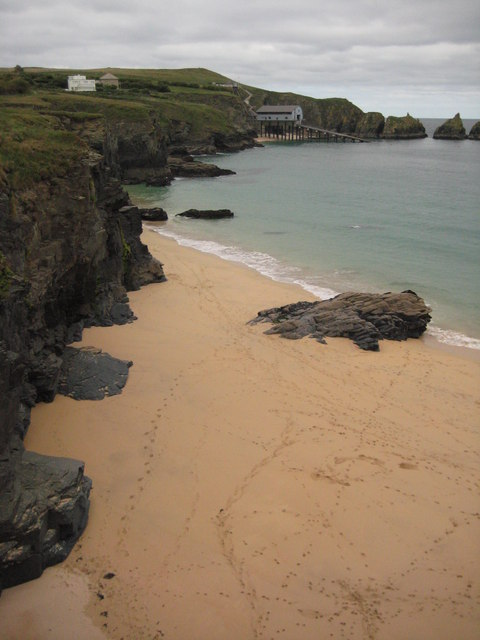
Mother Ivey's bay, Cornovaglia, la spiaggia dove sono state scattate le fotografie per la copertina dell'album e del singolo

L'immagine di copertina fa parte del servizio fotografico realizzato su idea di Battisti da Gered Mankowitz nella spiaggia di Mother Ivey's bay, in Cornovaglia (Regno Unito).

## Classifiche
Il singolo raggiunse il secondo posto della classifica italiana e fu il 52º più venduto del 1982 e 22º tra quelli italiani.

## Tracce
Lato A
1. E già – 2:55 (testo: Velezia – musica: Lucio Battisti)

Lato B
1. Straniero – 4:43 (testo: Velezia – musica: Lucio Battisti)